# Amblyseius siddiqui
Amblyseius siddiqui är en spindeldjursart som beskrevs av Muhammad Sharif Khan och Mohammad Nazeer Chaudhri 1969. Amblyseius siddiqui ingår i släktet Amblyseius och familjen Phytoseiidae. Inga underarter finns listade i Catalogue of Life.